# The Chameleons
The Chameleons (också känd som The Chameleons UK, numera ChameleonsVox) var ett brittiskt postpunk-/drömpopband från Middleton utanför Manchester. Medlemmar var Mark Burgess (sång och basgitarr), Reg Smithies (gitarr), Dave Fielding (gitarr) och John Lever (trummor). 
Burgess, Smithies och Fielding bildade bandet utan trummis 1981. Första trumslagaren var Brian Schofield som blev ersatt av Lever, som under en tid 1982-83 ersattes av Martin Jackson. Bandet blev upptäckt av den legendariske radio-DJ:n John Peel, och skrev efter det kontrakt med skivbolaget CBS. "In Shred'" blev första singeln (mars 1982) och var en mindre framgång. CBS och The Chameleons var oeniga om hur bandet skulle låta, och The Chameleons blev av med skivkontraktet. Nytt skivbolag blev Statik, som ägdes av Virgin Records. 1983 gavs deras debutalbum Script of the Bridge ut, som följdes upp av What Does Anything Mean? Basically 1985. 
På grund av att Statik ägdes av Virgin, fick gruppens skivor inte listas på independentlistan i England, då enbart grupper från oberoende skivbolag fick listas där. Detta gjorde att gruppen närmast ignorerades i pressen och inte definierades som ett indieband. Musikaliskt är dock bandet i allra högsta grad besläktat med indiemusiken och nämns ofta som ett föregångsband till shoegazing-vågen. Musiken är melodisk, sången tillbakaliggande, gitarrerna framträdande och påverkade av diverse effektboxar. Just användandet av reverb, där gitarrtonerna blöder in i varandra var typiskt för soundet. E-bow används flitigt och olika stämningar på gitarren experimenteras det med. Samtida liknande band var U2, Joy Division, Big Country och Echo & the Bunnymen. The Chameleons fick aldrig samma kommersiella succé dock, men lyckades få en trogen skara fans. 
Detta faktum och att bandet ansåg sig vara illa behandlade, gjorde att kontraktet med Statik bröts. 1986 gavs albumet Strange Times ut på Geffen Records, och det skulle bli deras sista. Året efter dog deras manager Tony Fletcher och bandet upplöstes. I början av 2000-talet återbildades bandet och spelade en del livekonserter.
Band som influerats av The Chameleons är Slowdive, The Catherine Wheel, Kitchens of Distinction, The Wedding Present, Coldplay och Interpol.
Mark Burgess och John Lever formade 2009 bandet ChameleonsVox som uppträder live med material från The Chameleons.

## Medlemmar
Senaste medlemmar
- Mark Burgess – sång, basgitarr (1981–1987, 2000–2003)
- Reg Smithies – gitarr (1981–1987, 2000–2003)
- Dave Fielding – gitarr (1981–1987, 2000–2003)
- John Lever – trummor (1981, 1983–1987, 2000–2003)
- Kwasi Asante – percussion, sång (2000–2003)

Tidigare medlemmar
- Brian Schofield – trummor (1981)
- Martin Jackson – trummor (1982)

Turnerande medlemmar
- Alistair Lewthwaite – keyboard (1980-talet)
- Andy Clegg – keyboard (1980-talet)

## Diskografi (urval)
Album
- Script of the Bridge (1983)
- What Does Anything Mean? Basically (1985)
- Strange Times (1986)
- Strip (2000) (akustiska inspelningar av gamla låtar)
- Why Call It Anything? (2001)
- This Never Ending Now (2002) (akustiska inspelningar av gamla låtar)

EP
- Tony Fletcher Walked on Water....La La La La La - La La - La - La (1987)

Singlar
- "In Shreds" / "Less Than Human" (1982)
- "Up the Down Escalator" / "Monkeyland" / "Prisoners of the Sun" (1983)
- "As High as You Can Go" / "Pleasure and Pain" / "Paper Tigers" (1983)
- "A Person Isn't Safe Anywhere These Days" / "Thursday's Child" / "Prisoners of the Sun" (1983)
- "Singing Rule Britannia (While the Walls Close In" (1985)
- "Tears" / "Paradiso" / "Inside Out" (1986)
- "Swamp Thing" / "John, I'm Only Dancing" (1986)